# Robert Planquette
Jean Robert Planquette (Parigi, 31 luglio 1848 – Parigi, 28 gennaio 1903) è stato un compositore francese. Fu soprattutto compositore di operette.

## Biografia

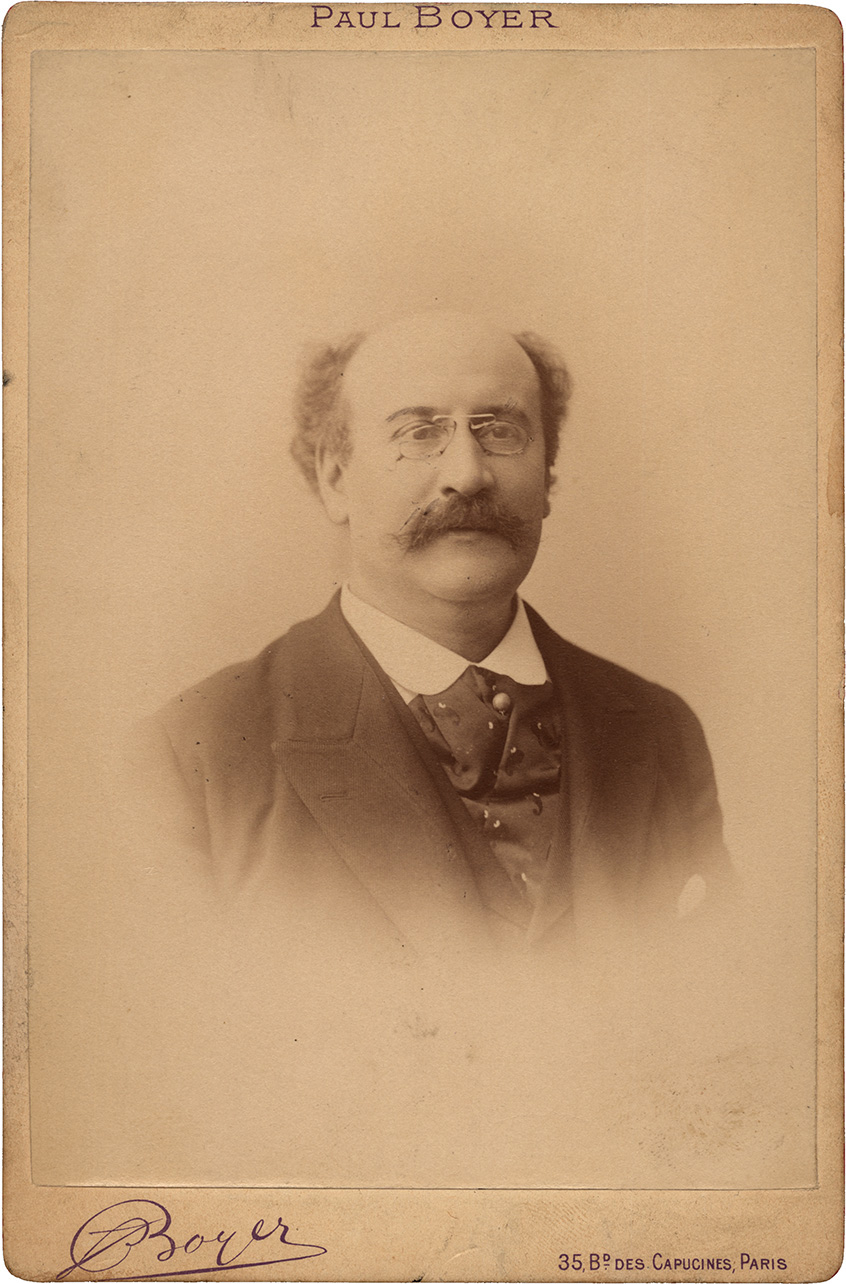
Ritratto di Jean-Robert (Roberto Giovanni Giulio) Planquette, compositore (1848-1903). Foto di Paul Boyer, prima del 1903

Figlio di un cantante, Planquette nacque a Parigi e studiò al conservatorio ivi situato. Non completò gli studi, per mancanza di fondi, quindi lavorò come pianista da cafè sia come compositore che come cantante (precisamente come tenore). Scrisse alcune romanze, le quali comunque non ebbero successo come la canzone da lui composta "Sambre et Meuse", cantata per la prima volta nel 1867 da Lucien Fugère, diventato poi uno dei più importanti cantanti lirici francesi dell'epoca.
Nel 1876, il direttore del Théâtre des Folies-Dramatiques di Parigi commissionò a Planquette la composizione della sua prima operetta, Les cloches de Corneville (Le campane di Corneville). 
L'opera andò in scena a Parigi nel 1877, ottenendo un grande successo: furono realizzati nella sola Parigi 480 spettacoli. 
Nel 1878, l'operetta giunse a Londra, dove furono realizzati 708 spettacoli. La musica di Planquette fu elogiata per il suo pathos e il sentimento romantico. 
Nel 1879, compose Le Chevalier Gaston, il quale ebbe poco successo. 
Nel 1880, produce Les Voltigeurs du 32ieme, che arrivò sette anni dopo a Londra come Old Guard e La Cantiniére, tradotto in inglese come Nectarine ma mai prodotto.
Nel 1882 fu prodotta a Londra l'operetta Rip Van Winkle, basato sul racconto di Washington Irving, in seguito l'opera giunse anche in Francia col titolo di Rip; in entrambi i casi fu un gran successo. Nel 1884, ottenne un altro successo a Londra con Nell Gwynne, divenuta nella versione francese come La Princesse Colombine. A queste opere seguirono La Crémaillere (Parigi, 1885), Surcouf (Parigi, 1887; Londra, come Paul Jones, 1889), Ilcapitano Teresa (Londra, 1887), La Cocarde tricolore (Parigi, 1892), Le Talisman (Parigi, 1892), Panurge (Parigi, 1895) e Mam'zelle Quat'sous (Parigi, 1897).

## Opere
Tutte le operette e le première sono ambientate a Parigi, dove non diversamente specificato.
- Méfie-toi de Pharaon, un atto, 1872, Eldorado
- Le serment de Mme Grégoire, 1874, Eldorado
- Paille d'avoine, un atto, 12 marzo 1874, Théâtre des Délassements-Comiques
- Le valet de coeur, un atto, 1875, Alcazar d'Eté
- Le péage, c 1876, Eldorado
- Les cloches de Corneville (Le campane Corneville), opera comica, quattro atti, 19 aprile 1877, Théâtre des Folies-Dramatiques
- Le chevalier Gaston, un atto, 8 febbraio 1879, Opéra, Monte Carlo
- Les voltigeurs de la 32ème, tre atti, 7 gennaio 1880, Rinascimento
- La cantinière, tre atti, 26 ottobre 1880, Théâtre de Nouveautés
- Rip van Winkle (Rip-Rip), tre atti, 14 ottobre 1882, Comedy Theatre, Londra
- Les chevaux-légers, un atto, 1882
- Nell Gwynne (La princesse Colombine), tre atti, 7 febbraio 1884, Avenue Theatre, Londra
- La crémaillere, tre atti, 28 novembre 1885, Nouveautés
- Surcouf, tre atti, 6 ottobre 1887, Folies-Dramatiques
- Il capitano Teresa, 1887, tre atti, 25 agosto 1890, Prince of Wales Theatre, Londra
- La cocarde tricolore, tre atti, 12 febbraio 1892, Folies-Dramatiques
- Le talisman, tre atti, 20 gennaio 1893, Théâtre de la Gaîté
- Les vingt-huit jours de Champignolette, 17 settembre 1895, République
- Panurge, 1895, tre atti, 22 novembre 1895, Gaîté
- Mam'zelle Quat'sous, quattro atti, 19 aprile 1897 Gaîté
- Le fiancé de Margot, un atto, 1900
- Il paradiso di Mahometto, tre atti, completata da Louis Ganne, 15 maggio 1906, Variétés